# Break Every Rule
Break Every Rule je šesti studijski album američke pjevačice Tine Turner.

## Popis pjesama
1. "Typical Male" - 4:18
2. "What You Get Is What You See" - 4:31
3. "Two People" - 4:11
4. "Till The Right Man Comes Along" - 4:11
5. "Afterglow" - 4:30
6. "Girls" - 4:56
7. "Back Where You Started" - 4:27
8. "Break Every Rule" - 4:02
9. "Overnight Sensation" - 4:40
10. "Paradise Is Here" - 5:35
11. "I'll Be Thunder" - 5:21